# Рафаел Поаре
Рафаел Поаре (на френски: Raphaël Poirée) е френски биатлонист, четирикратен носител на Световната Купа, осемкратен световен шампион, трикратен медалист от Зимни олимпийски игри. Със своите 44 победи за Световната Купа Поаре е един от най-титулуваните спортисти в историята на биатлона.
Женен е за норвежката биатлонистка Лив Грете Шелбрейд Поаре (на норвежки: Liv Grete Poirée). Семейство Поаре са единствените съпрузи в историята на биатлона спечелили медали за различни нации на една и съща олимпиада. На световното първенство в Оберхоф, Германия през 2004 двамата печелят седем от общо десет възможни медала (3 за Рафаел и 4 за Лив Грете).